# 我兒子是惡魔
《我兒子是惡魔》（英語：We Need To Talk About Kevin）是一部改編自美國作家蘭諾·絲薇佛（Lionel Shriver）2003年的同名小說《We Need to Talk About Kevin》的英美電影。由Lynne Ramsay執導。由2005年開始製作，它面對了長期的製作和資金問題，直到2010年4月才開始拍攝。
電影在第64屆康城影展舉行首映，並於2011年10月21日在英國上映。

## 劇情
依娃(蒂達·史雲頓)生下了一個小孩叫凱文(埃兹拉·米勒)，她從懷孕期間就對這孩子感到厭煩，依娃盡責地去養育他，然而到了凱文及將滿十六歲之際，他在校園裡展開了一場大屠殺。一幕幕血色的回憶追溯著母子兩人在成長過程間緊繃尖銳的關係，同時也襲擾著如今備受譴責的伊娃，伊娃拼命刷洗卻刷洗不去的猩紅到底是被人潑灑的油漆還是不可原諒的罪愆......。改編自英國柑橘獎最佳小說，由英國著名廣播電視公司BBC投資製作，蘇格蘭新銳女導演琳恩倫賽睽違影壇九年新作，以絕佳的技巧描繪出一幅淒冷的家族肖像，對母性與人性一次沉重的叩問。

## 演員及角色
- 蒂達·史雲頓 as Eva Khatchadourian
- 約翰·C·賴利 as Franklin Khatchadourian
- 埃兹拉·米勒 as Kevin Khatchadourian
  - Jasper Newell as six-eight-year-old Kevin
  - Rocky Duer as infant Kevin
- Ashley Gerasimovich as Celia Khatchadourian
- Siobhan Fallon Hogan as Wanda
- Alex Manette as Colin

## 製作歷史
2005年 BBC Films 取得小說的電影改編權。

## 外部連結
- 互联网电影数据库（IMDb）上《我兒子是惡魔》的资料（英文）
- Box Office Mojo上《我兒子是惡魔》的資料（英文）
- 爛番茄上《我兒子是惡魔》的資料（英文）
- Metacritic上《我兒子是惡魔》的資料（英文）
- 豆瓣电影上《我兒子是惡魔》的資料 （简体中文）